# Veenmosspinnetje
Het veenmosspinnetje is een spinnensoort in de taxonomische indeling van de hangmatspinnen (Linyphiidae).
Het dier komt uit het geslacht Aphileta. Het spinnetje werd in 1882 beschreven door Octavius Pickard-Cambridge.